# اریکا ساواجیری
اریکا ساواجیری (انگلیسی: Erika Sawajiri؛ زاده ۸ آوریل ۱۹۸۶) یک هنرپیشه اهل ژاپن است.